# Naruto
Naruto là một loạt manga Nhật Bản được viết và minh họa bởi Kishimoto Masashi. Manga được đăng lần đầu trên tạp chí Weekly Shonen Jump từ tháng 9 năm 1999 đến tháng 11 năm 2014, và sau đó được Shueisha phát hành thành 72 tập tankōbon. Câu chuyện xoay quanh Uzumaki Naruto, một ninja trẻ muốn tìm cách khẳng định mình để được mọi người công nhận và nuôi ước mơ trở thành Hokage - người lãnh đạo Làng Lá. Cốt truyện được chia làm hai phần – phần đầu lấy bối cảnh vài năm trước tuổi thiếu niên (Naruto Dattebayo) và phần thứ hai là ở tuổi thiếu niên của Naruto (Naruto Shippuden). Series dựa trên hai Yomikiri của Kishimoto: Karakuri (1995), đã giúp Kishimoto đạt danh hiệu Hop Step Award hàng tháng của Shueisha ở những năm tiếp theo, và Naruto (1997).

Bìa Weekly Shōnen Jump ngày 4 tháng 10 năm 1999 với chương đầu tiên của Naruto

Naruto được đăng tải trên Weekly Shōnen Jump, tạp chí của Shueisha từ năm 1999 đến 2014, và được đóng gói dưới dạng tankōbon với 72 tập. Manga được chuyển thể thành một chuỗi anime do Pierrot và  Aniplex đồng sản xuất, có tổng cộng 220 tập phát sóng tại Nhật Bản từ 2002 đến 2007; chuyển thể tiếng Anh của series được phát sóng trên Cartoon Network và YTV từ 2005 đến 2009 còn phiên bản lồng tiếng Việt của series được phát sóng trên HTV3 từ 2014 đến 2016 và POPS Worldwide phát hành trên nền tảng kỹ thuật số với bản lồng tiếng Việt mới từ tháng 12 năm 2020. Phần tiếp theo của truyện, Naruto: Shippuden, bắt đầu ra mắt tại Nhật Bản từ 2007 và kết thúc vào năm 2017 với tổng số tập phim là 500 tập. Chuyển thể tiếng Anh được phát sóng trên Disney XD từ 2009 đến 2011 với 98 tập đầu, và sau đó được chuyển đến khung giờ Toonami của kênh Adult Swim vào tháng 1 năm 2014, bắt đầu từ tập một. Chuyển thể tiếng Anh vẫn tiếp tục phát sóng hàng tuần trên Adult Swim. Phiên bản lồng tiếng Việt của Naruto được phát sóng trên HTV3 trong năm 2016 và 2017 với 196 tập đầu. Bên cạnh các series anime, Pierrot đồng thời phát triển mười một phim điện ảnh và mười hai OVA. Các nhượng quyền thương hiệu khác liên quan đến Naruto bao gồm light novel, trò chơi video và trading card được phát triển bởi những công ty khác nhau.
Viz Media cấp phép sản xuất manga và anime tại Bắc Mỹ và đăng tải Naruto trên tạp chí Weekly Shonen Jump kỹ thuật số của họ. Bộ anime bắt đầu phát sóng tại Hoa Kỳ và Canada từ 2005 còn tại Anh Quốc và Australia tương ứng vào 2006 và 2007. Các phim điện ảnh và hầu hết các OVA từ xê-ri đều được phát hành bởi Viz,với phần phim đầu tiên được trình chiếu rạp. Viz Media bắt đầu stream hai phần anime trên dịch vụ streaming của họ Neon Alley vào tháng 12 năm 2012. Chuyện của Naruto vẫn tiếp tục cho đến đời con của Naruto, Uzumaki Boruto, trong Boruto: Naruto Next Generations: Boruto ước nguyện đi theo theo con đường ninja riêng chính mình thay vì dựa dẫm vào cha mình.
Naruto nằm ở vị trí thứ tư trong danh sách manga bán chạy nhất, bán được 250 triệu bản trên toàn thế giới, với 153 triệu bản được bán ra chỉ tính riêng ở Nhật Bản và 97 triệu bản còn lại là ở những nơi khác. Tác phẩm trở thành một trong những seri manga bán chạy của Viz Media; các bản dịch tiếng Anh của tập truyện nhiều lần xuất hiện trong danh sách bán chạy nhất của USA Today và The New York Times, và tập thứ bảy giành được giải Quill Award vào năm 2006. Được các nhà phê bình đánh giá tích cực về sự phát triển nhân vật của manga, cốt truyện mạnh mẽ, các cảnh chiến đấu được thực hiện khá tốt, mặc dù các cảnh đánh nhau làm chậm nhịp câu chuyện. Giới chuyên môn còn nhấn mạnh rằng manga, mang chủ đề tuổi thành niên, sử dụng các tham chiếu văn hóa từ thần thoại Nhật Bản và Nho giáo. 

## Nội dung

Chú ấn Thi Quỷ Phong Tận được sử dụng để phong ấn con Hồ Ly Chín Đuôi (Cửu Vĩ) vào cơ thể của Naruto.

Truyện lấy bối cảnh bắt nguồn từ sự việc xảy ra vào mười hai năm trước, con Hồ Ly Chín Đuôi (Kyuubi-Kurama) đã tấn công Làng Lá (木ノ葉隠れ (Mộc Diệp Ẩn Lý) Konohagakure / Konohagakure no Sato). Với lượng sức mạnh khổng lồ, nó có thể dễ dàng khiến sóng thần nổi dậy và san bằng núi non chỉ với một trong số chín cái đuôi, nó đã gây ra sự hỗn loạn tột cùng và giết chết nhiều người, cho tới khi người lãnh đạo của làng Lá – ngài Hokage Đệ Tứ (Namikaze Minato) đã hi sinh để phong ấn con quái thú vào cơ thể con trai mình - Naruto khi cậu chỉ vừa mới được sinh ra, bằng cấm thuật: Kin Jutsu Ogi "Shiki Fuin" (Thi Quỷ Phong Tận - một thuật cấm phải đánh đổi bằng tính mạng). Hokage Đệ Tứ, người được vinh danh vì đã phong ấn con yêu hồ, khi nhắm mắt xuôi tay đã mong muốn Naruto được người dân tôn trọng khi có thân xác là nơi chứa đựng con quái vật.

Thứ bậc của các nguyên tố chakra (Hỏa, Phong, Lôi, Thổ, Thủy).

Dù vậy, Naruto trải qua thời thơ ấu không mấy êm đềm khi người dân làng Lá không ngừng xa lánh và bộc lộ sự sợ hãi cũng như tức giận dành cho cậu, đối xử với Naruto như thể cậu chính là con yêu hồ, là mối đe dọa tiềm tàng dành cho làng Lá. Một quy định đã được đặt ra bởi Hokage Đệ Tam nhằm ngăn cấm mọi người không được bàn luận hay đề cập đến vụ tấn công của con yêu hồ với bất kì ai, thậm chí là với con cái của mình. Dù vậy, điều này cũng không thể ngăn cản họ khỏi việc coi cậu như một kẻ ngoài lề. Cậu đã lớn lên mồ côi mà không có gia đình, bạn bè, hay bất kì sự thừa nhận nào. Vì không thể ép buộc mọi người làm bạn và quan tâm đến cậu, vậy nên cậu mới phải tìm cách gây sự chú ý và mong muốn được công nhận bằng các trò phá phách và nghịch ngợm.
Tuy nhiên, mọi chuyện đã thay đổi khi Naruto tốt nghiệp Học viện Ninja bằng cách sử dụng Ảnh Phân Thân Chi Thuật (Kage Bunshin No Jutsu) để cứu thầy Umino Iruka, một kỹ thuật cậu học từ một quyển trục phong ấn mà cậu bị lừa để lấy cắp từ tên ninja phản bội Mizuki. Vụ chạm trán đó đã cho Naruto biết 2 điều: cậu là người chứa đựng Cửu Vĩ - Hồ ly chín đuôi và vẫn còn có người thật lòng quan tâm cậu ta - ngài Hokage Đệ Tam. Việc cậu tốt nghiệp học viện đã mở ra cánh cửa dẫn tới những sự kiện, những người sẽ làm thay đổi và định nghĩa lại thế giới quan của cậu, trong đó có cả nhẫn đạo của cậu.
Câu chuyện là quá trình trưởng thành và tiến bộ của Naruto với những người bạn của cậu khi làm ninja, nhấn mạnh mối quan hệ giữa họ cùng sự tác động từ quá khứ đến sự hình thành tính cách của họ. Hai người bạn đồng hành đầu tiên của cậu là Uchiha Sasuke và Haruno Sakura, hai ninja trẻ cùng trang lứa được chỉ định để thành lập tổ đội 3 người cùng với Naruto dưới sự giám sát của một giáo viên (先生 (Sensei)) đầy kinh nghiệm tên là Hatake Kakashi. Xuyên suốt bộ truyện, Naruto đã gặp gỡ nhiều nhân vật khác, tìm hiểu nhau, học các chiêu thức mới và biết thêm về các ngôi làng khác. Sự nhấn mạnh lên mức tiến bộ của nhân vật làm thay đổi cốt truyện, với rất ít sự kiện ngẫu nhiên. Lúc đầu, câu chuyện chủ yếu xoay quanh Naruto, Sasuke, và Sakura, những thành viên của Đội 7. Dần dần, tuyến nhân vật phụ cũng bắt đầu được phát triển như Kakashi, Tsunade, và Jiraiya, cũng như những người cùng trang lứa với Naruto ở những làng khác. Câu chuyện còn có sự tham gia của tuyến nhân vật phản diện, đầu tiên là Momochi Zabuza, một ninja lưu vong của Làng Sương Mù và bạn đồng hành của hắn là Haku; tiếp đó là Orochimaru, một ninja lưu vong hạng S đứng đầu danh sách truy nã của làng Lá và cánh tay phải trung thành của hắn - Yakushi Kabuto trong Kỳ thi Ninja Trung Đẳng. Những ngày tháng chung đội và cùng nhau cố gắng, Naruto đã xem Đội 7 như gia đình của mình. Việc Uchiha Sasuke vì hận thù với anh trai mà rời bỏ làng Lá để theo Orochimaru, Naruto quyết định đem Sasuke quay về bằng chính sức lực của mình, diễn biến câu truyện được đẩy sang phần mới với những thách thức to lớn hơn. Bên cạnh đó, Naruto cũng được thu nhận làm đệ tử của một trong ba Sanin Huyền Thoại ngài Jiraiya. Ở cuối phần II (Naruto: Dattebayo), sau khi thực hiện các nhiệm vụ cùng bạn bè ở làng Lá, Naruto theo ngài Jiraiya đi ra ngoài Làng Lá luyện tập ở tập 220. Sang phần II (Naruto: Shippuden), câu chuyện diễn biến phức tạp hơn, bên cạnh quá trình tìm kiếm Sasuke, một tổ chức bí ẩn có tên Akatsuki bắt đầu truy đuổi Naruto để trích xuất con Cửu Vĩ Hồ Ly được phong ấn bên trong cậu.

## Sản xuất

### Phát triển
Năm 1995, Shueisha phát hành Karakuri, một manga one-shot của Kishimoto Masashi được vinh danh trong Hop Step Award vào năm 1996. Tuy nhiên, Kishimoto cảm thấy chưa hài lòng với những bản thảo tiếp theo nên quyết định bắt tay vào một dự án khác. Dự án mới ban đầu dự định cho Naruto làm đầu bếp, nhưng phiên bản này chưa bao giờ được in ấn. Kishimoto ban đầu muốn Naruto từ một đứa trẻ có thể biến thành cáo, cho nên ông đã tạo ra one-shot Naruto cho ấn phẩm mùa hè 1997 của Akamaru Jump dựa trên ý tưởng này. Mặc dù nhận được phản hồi tích cực trong cuộc thăm dò ý kiến độc giả, song Kishimoto vẫn không hài lòng với đồ họa và cốt truyện, vì thế nên ông đã viết ra câu chuyện về những ninja.
Tám chương truyện đầu tiên của Naruto được lên kế hoạch từ sớm trước khi xuất hiện trong Weekly Shōnen Jump, và những chương này ban đầu dùng nhiều đồ họa phức tạp để minh họa làng Lá. Khi mà Naruto ra mắt, đồ họa nền đã được giảm bớt, thay vào đó là nhấn mạnh vào nhân vật. Dù Kishimoto lo ngại rằng chakra (nguồn năng lượng được sử dụng bởi các ninja trong Naruto) sẽ khiến xê-ri trở nên quá Nhật Bản, nhưng ông vẫn tin tưởng rằng đây sẽ là một cuốn sách thú vị để đọc. Kishimoto là một fan hâm mộ của Godzilla, và quái thú thần thoại có đuôi được đưa vào vì Kishimoto muốn có một cái cớ để lôi kéo các quái vật đến. Ông nói rằng chủ đề trọng tâm Phần I của Naruto là cách mọi người chấp nhận đối phương, trích dẫn sự phát triển của Naruto xuyên suốt xê-ri là một điển hình.
Đối với phần II của manga, Kishimoto cố gắng giữ mạch truyện và cốt truyện để độc giả dễ dàng theo dõi, đồng thời tránh "làm quá theo phong cách manga đặc trưng". Ông ấy cho rằng phong cách vẽ của mình đã thay đổi từ  "phong cách manga cổ điển sang một thứ gì đó thực tế hơn." Vì muốn kết thúc chương liên quan đến Uchiha Sasuke tìm anh trai- Itachi, trong một tập lẻ, Kishimoto quyết định chọn tập 43 chứa nhiều chương hơn các tập thông thường. Do đó, Kishimoto đã xin lỗi độc giả vì tập 43 đắt hơn tập thường.

### Nhân vật
Khi sáng tạo ra Naruto, Kishimoto đã xem qua các manga shōnen khác để tìm ý tưởng và cố gắng làm cho nhân vật của mình trở nên độc đáo, đồng thời dựa trên các câu chuyện trong văn hóa Nhật Bản. Việc tách các nhân vật thành những nhóm khác nhau nhằm tạo cho mỗi nhóm một cá tính riêng. Kishimoto muốn mỗi thành viên chỉ có một tuyệt kỹ ở cấp độ cao và không có năng khiếu ở một tuyệt kỹ khác. Ông cảm thấy khó khăn khi viết về sự lãng mạn, nhưng lại nhấn mạnh nhiều ở Phần II của manga, bắt đầu từ tập 28. Ông đã đưa các nhân vật phản diện vào câu chuyện nhằm đối nghịch giá trị đạo đức của các nhân vật và minh họa rõ ràng sự khác biệt của họ. Theo kết quả đó các nhân vật trẻ hơn yếu thế hơn các nhân vật phản diện một cách đáng kể, Kishimoto đã đặt dấu lửng bên trong để khi họ có tuổi và trở nên mạnh mẽ hơn trong suốt thời gian này.

### Thiết lập
Kishimoto sử dụng truyền thống cung hoàng đạo Trung Quốc, đã có mặt lâu đời ở Nhật Bản. Các thủ ấn hoàng đạo bắt nguồn từ đây. Khi Kishimoto đang tạo bối cảnh chính cho manga  Naruto, ban đầu ông tập trung cho các thiết kế ở Làng Lá. Ý tưởng về bối cảnh đến với ông  "khá tự nhiên mà không cần suy nghĩ nhiều", nhưng thừa rằng khung cảnh dựa trên quê hương ông ở Okayama. Vì cốt truyện không nêu rõ thời điểm nên ông đã thêm các yếu tố hiện đại vào như cửa hàng tiện lợi. Ông đã cân nhắc cả ô tô, máy bay và máy tính đơn giản, nhưng loại trừ vũ khí và phương tiện ra khỏi cốt truyện.

## Thế giới Naruto
Trong thế giới Naruto, mỗi đất nước hoạt động như một thực thể chính trị độc lập và được thống trị bởi lãnh chúa. Trong những đất nước này có những ẩn lý (ngôi làng ẩn dật)–隠れ里|kakurezato, khu định cư của những ninja (nhẫn giả), là những chiến binh có thể sử dụng khả năng siêu nhiên để chiến đấu. Một ẩn lý duy trì nền kinh tế của đất nước bằng cách đào tạo ninja và nhận làm những nhiệm vụ mà những đất nước khác giao. Đội quân ninja của một ẩn lý được coi như là một lực lượng quân sự của nước nhà. Lãnh đạo của một ẩn lý cũng có chức vị ngang bằng với lãnh chúa của khu vực đó. Năm đất nước trong thế giới Naruto: Thổ Quốc, Hỏa Quốc, Lôi Quốc, Thủy Quốc và Phong Quốc được coi là "Ngũ Đại Cường Quốc Ninja". Đây là những đất nước mạnh mẽ nhất trong thế giới Naruto. Người đứng đầu là Lãnh chúa (tiếng Nhật: Daimyō | 大名 (Đại danh))  và người lãnh đạo của những ẩn lý trong những vùng đất này mang danh hiệu Kage.

## Truyền thông

### Manga

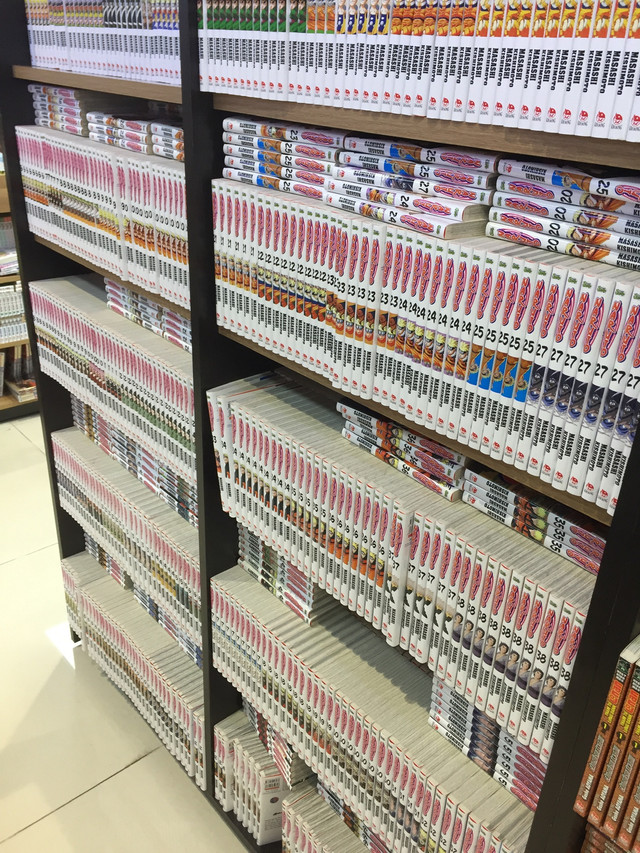
Một kệ truyện tranh Naruto tại một cửa hàng sách ở Việt Nam

Naruto được đăng tải trên tạp chí Weekly Shōnen Jump của Shueisha từ 21 tháng 9, 1999 đến 10 tháng 11, 2014. Manga sau đó được đóng gói dưới dạng tankōbon, phát hành 72 tập—27 tập cho phần I, và còn lại là Phần II. 238 chương đầu thuộc phần I và tạo nên cốt truyện ban đầu cho Naruto. Chương 239 đến 244 nằm trong một gaiden (ngoại truyện) tập trung về lý lịch của Hatake Kakashi. Các chương còn lại (245 đến 700) thuộc về phần II, tiếp tục sau hai năm rưỡi trong dòng thời gian câu chuyện. Tankōbon đầu tiên được phát hành vào ngày 3 tháng 3, 2000. Shueisha cũng cho phát hành các  tankōbon ani-manga, dựa trên các phim điện ảnh Naruto, và đã phát hành xê-ri bằng tiếng Nhật dành cho điện thoại di động trên trang web của họ Shueisha Manga Capsule. Một mini xê-ri có tựa Naruto: Hokage Đệ Thất và mùa hoa đỏ, tập trung vào con của các nhân vật chính, được đăng tải định kỳ bằng tiếng Nhật và tiếng Anh trên Weekly Shōnen Jump từ 27 tháng 4, 2015, và kết thúc vào 6 tháng 7, 2015 gồm 10 chương.
Naruto được scan (dịch bởi người hâm mộ) và có sẵn trực tuyến trước khi trước phiên bản có bản quyền được cấp phép phát hành ở Bắc Mỹ; Viz Media giành được bản quyền tác phẩm, bắt đầu đăng tải Naruto trên tạp chí truyện tranh tuyển tập Shonen Jump, bắt đầu từ số phát hành tháng 1 năm 2003. Lịch phát hành dad được đẩy nhanh vào cuối năm 2007 để bắt kịp phiên bản tiếng Nhật, và một lần nữa vào đầu năm 2009, với 11 tập (từ 34 đến 44) xuất hiện trong ga tháng, sau đó trở lại lịch hàng quý. Tất cả 27 tập của phần I được phát hành trong một box set vào 13 tháng 11, 2007. Vào ngày 3 tháng 5, 2011, Viz bắt đầu bán manga ở định dạng omnibus với mỗi cuốn gồm 3 tập.
Nhượng quyền thương hiệu đã được cấp phép ở 90 quốc gia, và manga được xuất bản ở 35 quốc gia. Madman Entertainment bắt đầu phát hành các tập Naruto ở Australia và New Zealand vào tháng 3 năm 2008 sau khi đạt được thỏa thuận phân phối với Viz Media. Carlsen Comics cấp phép xê-ri, qua các phân khu vùng, và phát hành xê-ri bằng tiếng Đức và tiếng Đan Mạch. Xê-ri cũng được cấp phép cho vùng ngôn ngữ tiếng Pháp và tiếng Hà Lan Kana, trong tiếng Ba Lan bởi Japonica Polonica Fantastica, trong tiếng Nga bởi Comix-ART, trong tiếng Phần Lan bởi Sangatsu Manga, trong tiếng Thụy Điển bởi Bonnier Carlsen, và tiếng Ý bởi Panini Comics. Kể từ tháng 4 năm 2008, bộ truyện nổi tiếng này đã chính thức được TVM Comics mua bản quyền và xuất bản phiên bản tiếng Việt tại Việt Nam. Tuy nhiên, vào năm 2018, bản quyền xuất bản tiếng Việt của Naruto được chuyển giao cho Nhà xuất bản Kim Đồng.

### Anime
Được đạo diễn bởi Hayato Date và sản xuất bởi Studio Pierrot cùng TV Tokyo, bộ phim hoạt hình Naruto được công chiếu tập đầu ở Nhật Bản trên kênh TV Tokyo vào ngày 3 tháng 10 năm 2002, và hoàn thành 220 tập vào ngày 8 tháng 2 năm 2007. 135 tập đầu tiên được lấy từ 27 tập truyện, trong khi 85 tập còn lại là các tập bổ sung có những cốt truyện không thấy trong manga.
Viz đã cấp giấy phép của bộ anime cho việc phát sóng và phân phối tại khu thương mại mã Vùng 1. Bộ anime tiếng Anh bắt đầu phát sóng vào 10 tháng 9 năm 2005. Các tập phim được chiếu trên chương trình Toonami của Cartoon Network, Bionix của YTV và kênh Jetix Anh. Tại Mỹ, những hình ảnh liên quan đến rượu, văn hoá Nhật Bản, và ngay cả máu me hay giết chóc đôi khi được lược bỏ khi phát sóng, nhưng vẫn để nguyên trạng trong DVD. Những mạng lưới khác còn chỉnh sửa khác với bản chỉnh sửa của Cartoon Network, ví dụ như Jetix đã nghiêm khắc hơn trong việc lược bỏ máu me, ngôn ngữ, hút thuốc lá hay tương tự.

#### Naruto Shippuden
Naruto Shippuden là bộ anime nối tiếp với bộ anime Naruto Dattebayo và có mặt trong bộ manga Naruto từ tập 28 trở đi. Sau khi huấn luyện 2 năm rưỡi với Jiraiya, Naruto trở về làng Lá, đoàn tụ với những người bạn cậu đã chia tay và lập lại Nhóm 7, giờ được gọi là Nhóm Kakashi, với Sai thế chỗ Sasuke. Tất cả những người bạn của Naruto đều đã trưởng thành và thăng cấp, có người hơn người khác. Không giống như phần đầu khi họ chỉ đóng vai trò phụ, tổ chức Akatsuki chiếm lấy vai trò đối nghịch chính trong tham vọng thống trị thế giới.
Naruto Shippuden công chiếu ở Philippines vào 28 tháng 1 năm 2008, trên kênh ABS-CBN làm Naruto: Phần 5. ABS-CBN là mạng lưới đầu tiên ở ngoài Nhật Bản chiếu phần mới. ABS-CBN chỉ mới chiếu 40 tập đầu của Naruto Shippuuden vì bộ anime vẫn đang được chiếu ở Nhật Bản. Hiện tại, nó đang được chiếu qua kênh truyền hình cáp Hero TV. Tại Việt Nam, xê-ri bắt đầu được phát sóng trên kênh HTV3 vào ngày 10 tháng 6 năm 2016 dưới nhan đề Naruto – Sức mạnh vĩ thú kết thúc vào tháng 3 năm 2017.

#### Nhạc nền
Tất cả nhạc nền của Naruto Dattebayo được sáng tác và soạn thảo bởi Toshio Masuda. Đĩa đầu tiên: Naruto Original Soundtrack, được phát hành vào 3 tháng 4 năm 2003 và có 22 bài xuất hiện trong phần một của anime. Đĩa thứ hai Naruto Original Soundtrack II được phát hành vào ngày 18 tháng 3 năm 2004 và có 19 bài. Đĩa thứ ba, Naruto Original Soundtrack III được phát hành vào ngày 27 tháng 4 năm 2005 và có 23 bài.
Còn có 2 đĩa nhạc nền chứa tất cả nhạc mở đầu và kết thúc trong phim hoạt hình, có tên là Naruto: Best Hit Collection và Naruto: Best Hit Collection II được phát hành vào 17 tháng 11 năm 2004 và 2 tháng 8 năm 2006, respectively. Trong số tất cả những bài trong phim, 8 bài được chọn và kết hợp thành một CD có tên Naruto in Rock -The Very Best Hit Collection Instrumental Version- được phát hành vào 19 tháng 12 năm 2007. Mỗi bộ phim của phần đầu tiên có đĩa nhạc nền được phát hành gần với ngày công chiếu của nó.
Đĩa nhạc nền của Naruto Shippuuden được sản xuất bởi Yasuharu Takanashi. Đĩa đầu tiên, Naruto Shippūden Original Soundtrack được phát hành vào 9 tháng 12 năm 2007 và Naruto Shippūden the Movie: Original Soundtrack được phát hành vào 1 tháng 8 năm 2007.

### OVA
Có tổng cộng 4 OVA cho Naruto. Hai phim đầu tiên, Tìm kiếm Cỏ-Bốn-Lá Đỏ thẫm! và Nhiệm vụ: Bảo vệ Ngôi làng Thác nước!, được chiếu tại Jump Festa 2003 và Jump Festa 2004 của Shonen Jump, và về sau được phát hành qua DVD. OVA thứ ba, Cuối cùng đã đụng độ! Thượng đẳng đối đầu Hạ đẳng!! Giải đấu khổng lồ có một không hai!!, đã được phát hành trên một đĩa bổ sung với trò chơi Naruto: Narutimate Hero 3 cho hệ PlayStation 2. OVA thứ tư, Lễ hội Thể thao Mộc Diệp Hàng năm, là một đoạn phim ngắn phát hành cùng với phim Naruto. Còn có một chức năng đặc biệt trong đĩa DVD tổng hợp Naruto: Shippūden dựa trên đoạn kết thúc thứ hai của phim có tên Gió xoáy! Cuộc phiêu lưu của "Học viện Mộc Diệp".

### Phim chiếu rạp
Sau khi seri Naruto kết thúc, tính đến hiện tại thì có 10 bộ phim liên quan được phát hành: Cuộc chiến ở Tuyết Quốc, Huyền thoại đá Gelel, Những lính gác của Nguyệt Quốc, Cái chết tiên đoán, Nhiệm vụ bí mật, Người kế thừa ngọn lửa ý chí, Tòa tháp bị mất, Huyết ngục, Đường tới Ninja và Trận chiến cuối cùng. Trong đó, bộ phim tiếp nối giữa phần đầu tiên với phần Shippūden có tên Naruto the Movie: Shippūden đã được phát hành trong khi bộ phim thứ hai Nhiệm vụ bí mật được lên lịch phát hành vào 2 tháng 8 năm 2008. Ở Hoa Kỳ, Cuộc chiến ở Tuyết Quốc đã được phổ biến trong khi Huyền thoại đá Gelel và Những lính gác của Nguyệt Quốc phát hành vào năm 2008. Một số phim còn mượn nhân vật trong truyện như phim "Truyền thuyết dòng suối thần" hay "Thần rừng". Phần cuối của loạt phim điện ảnh này là Trận chiến cuối cùng, ra mắt năm 2014.

### Tiểu thuyết
Đến nay đã có 2 tiểu thuyết Naruto do Masatoshi Kusakabe sáng tác đã được phát hành ở Nhật Bản bởi Shueisha và ở Hoa Kỳ bởi Viz. Quyển đầu tiên, Naruto: Trái tim Vô tội, Dòng máu Hiểm ác dựa trên phần đầu của phim, và quyển thứ hai Naruto: Nhiệm vụ: Bảo vệ Ngôi làng Thác nước! dựa trên OVA thứ hai của anime.
| # | Phát hành ja         | Phát hành ja  | Phát hành tiếng Việt | Phát hành tiếng Việt |
| # | Ngày phát hành       | ISBN          | Ngày phát hành       | ISBN                 |
| - | -------------------- | ------------- | -------------------- | -------------------- |
| 1 | 16 tháng 12 năm 2002 | 4-08-703121-7 | 21 tháng 11 năm 2006 | 1-4215-0603-3        |
| 2 | 15 tháng 12 năm 2003 | 4-08-703135-7 | 16 tháng 10 năm 2007 | 1-4215-1502-4        |

### Trò chơi điện tử
Các trò chơi điện tử Naruto đã xuất hiện trên nhiều hệ từ Nintendo, Sony, Microsoft, đến Bandai. Trò chơi điện tử Naruto đầu tiên là Naruto: Konoha Ninpouchou, được phát hành ở Nhật Bản vào 27 tháng 3 năm 2003, cho hệ WonderSwan Color. Hầu hết các trò chơi điện tử Naruto chỉ được phát hành ở Nhật Bản. Phải cho đến 7 tháng 3 năm 2006, khi trò chơi đầu tiên của loạt game Naruto: Gekitou Ninja Taisen và loạt game Naruto: Saikyou Ninja Daikesshu được phát hành tại Bắc Mỹ dưới tựa Naruto: Clash of Ninja và Naruto: Ninja Council thì trò chơi Naruto mới chính thức có mặt ngoài phạm vi Nhật Bản. Những trò này có phiên bản lồng tiếng Anh của anime. Gần đây, hai trò chơi Naruto mới cho hệ Nintendo DS và Wii đã được tiết lộ tại Triển lãm Game Tokyo. Ngoài ra, quá trình sản xuất cho Narutimate Hero thứ 5 đã được thông báo. Cũng có một trò chơi Naruto mới phát hành cho Xbox 360: Rise of a Ninja và một trò hoàn toàn khác cho Playstation 3 đang được phát triển bởi CyberConnect2 và Namco để phát hành vào năm 2008. Ban đầu nó có tên Naruto: PS3 Project, nhưng nó đã có tựa chính thức là Naruto: Ultimate Ninja Storm.Trong truyện naruto gồm nhiều loại thuật đa dạng:như Suiton(Thủy),Suiton Daibakufu no jutsu,

### Trò chơi Sưu tập Quân bài
Phát hành bởi Bandai, Trò chơi Sưu tập Quân bài Naruto là một trò chơi sưu tập quân bài (CCG) dựa trên loạt phim Naruto. Trò chơi này đã được giới thiệu vào năm 2006.
Cũng tìm thấy nhiều tài liệu tham khảo về trò chơi thẻ bài và những trò chơi khác trên cửa hàng Naruto chính thức Lưu trữ ngày 26 tháng 5 năm 2022 tại Wayback Machine

## Sự đón nhận

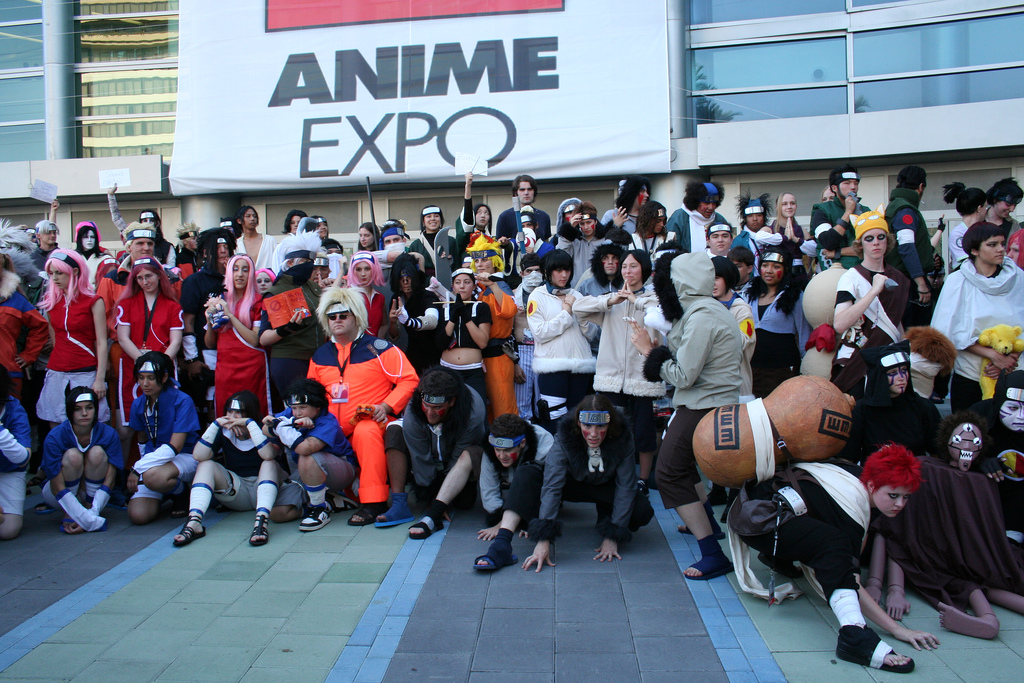
Lễ cosplay về Naruto tại triển lãm Anime Expo năm 2006

Bộ manga Naruto trở thành một trong những nguồn doanh thu đứng đầu của Viz, chiếm gần 10% toàn bộ doanh số manga trong năm 2006. Tập 7 do Viz phát hành đã xuất sắc nhận giải "Truyện Tranh Xuất sắc nhất" năm 2006 và Naruto trở thành bộ manga đầu tiên đoạt giải thưởng Quill. Cho đến tập 36, bộ manga đã bán được hơn 71 triệu bản ở Nhật Bản. Tại Việt Nam, bộ manga cũng mau chóng trở thành một trong những đầu truyện ăn khách nhất.
Bộ manga cũng xuất hiện trong Danh sách Tựa sách USA Today với tập 11 giữ danh hiệu manga được xếp hạng cao nhất, cho đến khi bị vượt qua bởi tập 28 khi nó đã đứng hạng 17 trong tuần phát hành đầu tiên vào tháng 3 năm 2008. Tập 28 cũng là một trong những manga có số tuần ra mắt thành công nhất trong năm và hiện là tựa manga bán chạy nhất trong năm 2008. Trong thời gian phát hành, tập 29 đứng hạng 57, trong khi tập 28 tụt xuống hạng 139. Vào tháng 4 năm 2007, tập 14 đoạt giải Gem cho mục "Manga Thương mại Bìa mềm của Năm" từ Nhà phân phối Truyện tranh Diamond cho Viz.
Bộ anime Naruto đoạt "Giải Chương trình Hoạt hình Thời lượng Dài Xuất sắc nhất" trong lễ trao giải Third UStv tổ chức ở Đại học Santo Tomas tại Manila, Philippines. Trong bảng Xếp hạng 100 Anime mới nhất của TV Asahi, Naruto đứng hàng thứ 17.
Vài nhà phê bình đã chỉ trích gay gắt OVA Battle at Hidden Falls, vì đó là bước đi lùi so với tập mới nhất của loạt Naruto. Nhà phê bình của Anime News Network gọi đó là sự bổ sung kém cỏi vào sản phẩm Naruto vì đã không "thực hiện được công lý" nhưng có thể khiến khán giả cảm kích khi thấy được bộ phim đã đi xa đến mức nào kể từ tập đầu tiên.
"Naruto: Battle at Hidden Falls" quay trở về nguyên bản với cốt truyện quá đỗi đơn giản, những trận chiến lặp lại theo công thức, và những câu đùa cợt nhả, đáng chê trách. Đây chỉ là phần phim mà một fan cuồng của Naruto mới mua, chỉ để có một tác phẩm khác về Naruto, chứ không phải xem để giải trí.— Briana Lawrence, Anime News Network